# Miecz prawdy
Miecz prawdy (tytuł oryg. The Sword of Truth) – cykl siedemnastu powieści fantasy Terry’ego Goodkinda. Tomy ukazywały się w krajach anglojęzycznych w latach 1994–2015. Książki opowiadają losy Richarda Cyphera, Kahlan Amnell i Czarodzieja Pierwszego Kręgu Zeddicusa Z’ul Zorandera. W Polsce książki wydane zostały przez Dom Wydawniczy „Rebis”.

## Tomy cyklu
Na cykl składają się następujące tomy:
| Kolejność publikacji | Kolejność chronologiczna | Tytuł | Data publikacji (świat) |
| -------------------- | ------------------------ | --- | ----------------------- |
| 1                    | 3                        | Pierwsze Prawo Magii (ang. Wizard’s First Rule)                                                          | sierpień 1994           |
| 2                    | 4                        | Kamień Łez (ang. Stone of Tears)                                                                         | wrzesień 1995           |
| 3                    | 5                        | Bractwo Czystej Krwi (ang. Blood of the Fold)                                                            | październik 1996        |
| 4                    | 6                        | Świątynia Wichrów (ang. Temple of the Winds)                                                             | wrzesień 1997           |
| 5                    | 7                        | Dusza Ognia (ang. Soul of the Fire)                                                                      | marzec 1999             |
| 6                    | 8                        | Nadzieja Pokonanych (ang. Faith of the Fallen)                                                           | sierpień 2000           |
| 7                    | 9                        | Filary Świata (ang. The Pillars of Creation)                                                             | listopad 2001           |
| 8                    | 2                        | Dług Wdzięczności (ang. Debt of Bones)                                                                   | grudzień 2001           |
| 9                    | 10                       | Bezbronne Imperium (ang. Naked Empire)                                                                   | lipiec 2003             |
| 10                   | 11                       | Pożoga (ang. Chainfire)                                                                                  | styczeń 2005            |
| 11                   | 12                       | Fantom (ang. Phantom)                                                                                    | lipiec 2006             |
| 12                   | 13                       | Spowiedniczka (ang. Confessor)                                                                           | listopad 2007           |
| 13                   | 14                       | Wróżebna machina (ang. The Omen Machine)                                                                 | sierpień 2011           |
| 14                   | 1                        | Pierwsza Spowiedniczka – Legenda o Magdzie Searus (ang.The First Confessor – The Legend of Magda Searus) | czerwiec 2012           |
| 15                   | 15                       | Trzecie Królestwo (ang. The Third Kingdom)                                                               | sierpień 2013           |
| 16                   | 16                       | Skradzione Dusze (ang. Severed Souls)                                                                    | lipiec 2014             |
| 17                   | 17                       | Serce wojny (ang. Warheart)                                                                              | listopad 2015           |

Powieść niebędąca częścią cyklu, lecz bezpośrednio z nim powiązana:
- Reguła dziewiątek

## Bohaterowie

### Główni bohaterowie

#### Cara
Mord-Sith, na służbie lorda Rahla. Kiedy, po zabiciu Rahla Posępnego, Richard został nowym władcą D’Hary uwolnił ją wraz ze wszystkimi Mord-Sith od pełnienia tej funkcji. Od tego czasu Mord-Sith stały się jego gwardią przyboczną. Gdy Richard pokonał ducha swego ojca oraz uniemożliwił wydostanie się Opiekunowi zaświatów i wyruszył do Aydindril ratować Kahlan, Cara wraz z czterema innymi Mord-Sith, oraz dwójką ze straży przybocznej lorda Rahla wyruszyła za nim. Była dowódcą ochrony Richarda, a z czasem stała się przyjacielem jego i Kahlan. Zakochana w Benijaminie Meiffercie. Tresowała m.in.: Richarda i Marlina. Oddechem życia wskrzesiła Du Chaliu. Zgrabna blondynka o niebieskich oczach i zabójczym charakterze, uratowana przed śmiercią z ręki bestii Jaganga przez Richarda, od tej chwili stała się mu bliska jak siostra. Oddała życie, pomagając wrócić Richardowi z zaświatów.

### Ród Rahlów

#### Drefan Rahl
Syn Rahla Posępnego. Brat Richarda. Uzdrowiciel Raug’Moss. Zabijał prostytutki w bardzo sadystyczny sposób, z czego czerpał satysfakcję. Zmuszona do małżeństwa z Drefanem Kahlan, gdy dowiedziała się jakim jest potworem próbowała go zabić. Torturował Carę. Richard wszedł do Świątyni Wichrów, co oznaczało dla niego śmierć. Więź D’Haran i Lorda Rahla prysła. Drefan ogłosił się nowym Lordem Rahlem. Sylfa zabiła ostatecznie Drefana i Richard wrócił, lecz musiał przejąć na siebie całą chorobę – mór. Kahlan go uratowała, wysypując na księgę skradzioną wichrom biały i czarny piasek czarodzieja i wypowiadając imiona 3 demonów Reechani, Sentrosi i Vasi.

#### Jennsen Rahl
Rudowłosa, błękitnooka córka Rahla Posępnego i przyrodnia siostra Richarda. Z wyglądu jest bardzo podobna do swego ojca Rahla Posępnego. Nie posiada nawet minimalnego magicznego daru, co w połączeniu z pochodzeniem sprawia, że jest dziurą w świecie. Oznacza to, że magiczny dar czarodziejów nie widzi jej. Jak każde pozbawione daru dziecko domu Rahlów jest ścigana. Życie zawdzięcza swojej matce, która, aby ją uchronić poświęciła wszystko i chroniła, przenosząc się z miejsca na miejsce. Na początku siódmego tomu matka Jennsen ginie zabita przez bojówkę. Córce Rahla udaje się ujść z życiem tylko dzięki pomocy Sebastiana – wysłannika imperatora Jaganga. Wraz z nim wyrusza w podróż by w końcu odzyskać wolność od nieustannego pościgu bojówek. Posiada kozę o imieniu Betty.

#### Nathan Rahl
Potężny czarodziej, posiadający bardzo rzadki dar prorokowania. Został zabrany i uwięziony w Pałacu Proroków, w którym czas płynie wolniej, przez co Nathan Rahl ma już około 1000 lat. Mimo wieku nadal jest przystojny i dobrze się trzyma. Swoją wiedzą na temat proroctw pomagał najpierw Kseni Sióstr Światła, a potem (w czwartym tomie Świątynia Wichrów), gdy uwolnił się od Sióstr Światła, Richardowi i Kahlan. Następnie udał się na północ, do D’Hary, by osiąść w Pałacu Ludu. Jest krewnym Richarda Rahla. Podczas pobytu Richarda w Pałacu Proroków (w drugim tomie Kamień Łez) pomógł mu dotknąć swojej han (wewnętrznej mocy), dzięki której Richard wytworzył ogień.

#### Panis Rahl
Ojciec Rahla Posępnego, lord Rahl i czarodziej. Za swojego panowania siłą zjednoczył D’Harę, a następnie zaatakował Middlandy. Jego śmiertelnym wrogiem był Zeddicus Z’ul Zorander. Zginął na tarasie Pałacu Ludu, zabity kulą ognia czarodzieja, rzuconą z Middlandów przez Zedda.

#### Oba Rahl
Syn Rahla Posępnego i przyrodni brat Richarda. Jest dziurą w świecie, który poddał się głosowi. Jest porywczy i raczej tępy, czy też kieruje się swoją specyficzną logiką. Ma typowo D’Harańską urodę.

### D’Harańczycy

#### Berdine
Morth-Sith, na służbie Lorda Rahla. Po zabiciu Rahla Posępnego, Richard został władcą D’Hary, a Morth-Sith jego strażą przyboczną. Berdine była jak się sama nazwała „Ulubienicą Lorda Rahla”. Nauczyła Richarda mówić dosyć sprawnie w górnod’harańskim i razem z nim tłumaczyła pamiętnik Kolo – czarodzieja zamkniętego wieki temu w Wieży Czarodzieja, który miał za zadanie pilnować sylfy. Berdine była partnerką Rainy. Po opuszczeniu Pałacu Spowiedniczek przez Richarda została tam jego namiestniczką.

#### Benjamin Meiffert
Dowódca wojsk D’Hary początkowo w stopniu Kapitana. Należał do D’Harczyków najczystszej krwi najlepiej wyczuwających Lorda Rahla. Towarzyszył Richardowi w wyprawie do Anderith jako dowódca jego oddziału przybocznego. Po śmierci generała Reibischa i znacznej części dowództwa D’Hary w czasie starcia z Imperialnym Ładem, jako najwyższy rangą z ocalałych zajął jego miejsce. Podczas wojny z Jagangiem zakochał się w Carze i ożenił się z nią. Zginął w walce z Shun-tuk ochraniając Richadra.

#### Denna
Mord-Sith na służbie lorda Rahla. Została wyznaczona przez Rahla Posępnego do „wytresowania” Richarda. Pojmała go i torturowała, aż go złamała. Dokonała tego w nocy, w której wybrała go na partnera. Następnego dnia zabrała go w podróż do Pałacu Ludu i tam przygotowała do spotkania z Rahlem Posępnym. Richard, gdy dowiedział się, że Agiel, którym go torturuje zadaje także jej ból zaczął jej żałować. W ten sposób odkrył jak sprawić by Miecz prawdy zbielał i zabił Dennę. W Kamieniu Łez, gdy Richard został naznaczony przez ducha swego ojca, jej duch przyjmuje na siebie piętno Opiekuna zaświatów. Dzięki temu poświęceniu zostaje przyjęta do społeczności Dobrych Duchów.

#### Raina
Morth-Sith, na służbie Lorda Rahla. Po zabiciu Rahla Posępnego, Richard został władcą D’Hary, a Morth-Sith jego strażą przyboczną. Raina była przyjaciółką Richarda. W IV tomie Świątynia Wichrów Raina umarła na mór, chorobę wywołaną przez magię wichrów. Była zakochana (z wzajemnością) w swojej siostrze w Agielu, Berdine.

#### Vika
Mord-Sith na służbie lorda Rahla. Za czasów rządów Rahla Posępnego, wraz z kilkoma innymi Mord-Sith odeszła z pałacu, i przysięgła posłuszeństwo Hannisowi Arcowi, władcy Mrocznych Ziem. Hannis Arc, władający mrocznymi mocami stworzył dla nich więź podobną do więzi z Lordem Rahlem. Był dla Mord-Sith takim samym okrutnikiem jak Rahl Posępny. Po poznaniu Richarda Vika zrozumiała, że strawiła życie na czynieniu zła i chciała dołączyć do Lorda Rahla. Udało jej się to dopiero podczas oblężenia Pałacu Ludu przez półludzi, kiedy to zabiła Hannisa Arca przyciskając agiel do jego czaszki. Po śmierci Cary zastąpiła jej miejsce jako dowodząca Mord-Sith.

### Westlandczycy

#### Dell „Chase” Brandstone
Dowódca strażników Granicznych z Westlandu. Bliski przyjaciel Richarda. Podróżował i pomagał Richardowi w I i II tomie. Ma żonę, Emmę Brandstone i dzieci. Zaadoptował Rachel. Utknął wraz z nią w dolinie Zatracenia, gdy nieśli Richardowi Kamień Łez, lecz po zniszczeniu Wielkiej Bariery mógł powrócić z Rachel do Westlandu. Pomógł się wydostać Zeddowi z obozu Imperialnego Ładu i podróżował wraz z Zeddem, Rikką i Rachel do Aydindril, do Wieży Czarodzieja gdzie Zedd mianował go strażnikiem wieży wraz z Friedrichem Gilderem i postanowił przeprowadzić się do niej wraz z rodziną.

#### George Cypher
Przybrany ojciec Richarda i kupiec zamieszkujący Westland. Często wyruszał w wyprawy kupieckie do Middlandów, skąd przywiózł Księgę Opisania Mroków. Wiedząc jak wiedza zawarta w tej księdze jest niebezpieczna, kazał Richardowi nauczyć się jej na pamięć, a potem zniszczył księgę. Zginął z ręki Rahla Posępnego, gdy ten szukał księgi.

#### Michael Cypher
Przybrany brat Richarda Rahla, syn George’a Cyphera. Jest starszy od Richarda o kilka lat, lecz wychowywali się razem. Jest ambitny i sprytny. Poświęcił się karierze politycznej, najpierw zostając rajcą, a potem Pierwszym Rajcą. Sprzymierzył się z Rahlem Posępnym, zdradził Richarda i wydał go w ręce Mord-Sith Denny. Oddał także Rahlowi Posępnemu ostatnią z trzech Szkatuł Ordena. Został skazany przez Richarda na śmierć za zdradę Westlandu. Został ścięty.

#### Nadine Brighton
Przyjaciółka Richarda z Hartlandu w Westlandzie. Uzdrowicielka i zielarka. W IV tomie Świątynia Wichrów z powodu niejasnej wizji wyruszyła pomóc Richardowi. W drodze do niego spotkała wiedźmę Shotę, która powiedziała, iż Nadine ma się ożenić z Richardem. Szczęśliwa Nadine ruszyła do Aydindril. Gdy dotarła na miejsce dowiedziała się, iż dawny Richard Cypher, leśny przewodnik jest teraz znany jako Richard Rahl, władca Imperium D’Hary i przyszły mąż Matki Spowiedniczki Kahlan Amnell. Nadine jednak nie zamierza zrezygnować z Richarda i dalej o niego walczyć. Gdy w Nowym Świecie rozprzestrzenia się choroba – mór – wywołana magią wichrów, Nadine wykorzystuje swą wiedzę zielarską do pomocy chorym. Richard dowiaduje się, że żeby uratować świat przed zarazą musi poślubić Nadine a Kahlan, Drefana. Jednak gdy po ślubie pary mają się spotkać w łożu, okazuje się, iż Cara, która przysięgła Kahlan, że nigdy nie dopuści, by Nadine związała się z Richardem, prowadzi Kahlan do pokoju z Richardem, a Nadine do Drefana. Drefan zabija Nadine.

### Mieszkańcy Starego Świata

#### Annalina Aldurren
Dla przyjaciół Ann. Długoletnia Kseni Sióstr Światła, która przez lata sterowała wydarzeniami tak, aby wprowadzić je we właściwe proroctwo. Kazała sprowadzić Richarda Rahla do Pałacu Proroków, łamiąc w ten sposób dawny pakt z czarodziejami z Nowego Świata. Upozorowała swoją śmierć, by móc bezpośrednio wpływać na wydarzenia. Czar Pałacu sprawił, że ma ok. 1000 lat. W ostatnim tomie pt. Spowiedniczka została zabita w Pałacu Ludu przez Siostry Mroku.

#### Jagang
Nawiedzający Sny i Imperator Imperialnego Ładu. Główny wróg Richarda przez części 3-11. Zjednoczył pod sztandarem Imperialnego Ładu cały Stary Świat, a gdy Richard zniszczył Baszty Zatracenia, poprowadził armię Imperialnego Ładu do Nowego Świata. Był uczniem Brata Nareva. Ochroną przed jego mocą była więź z Lordem Rahlem.

#### Nicci
Czarodziejka o niezwykle potężnym magicznym darze, zwana „Panią Śmierci” lub „Królową Niewolnicą”. Urodziła się w Starym Świecie, jako córka bogatego właściciela kuźni. Była wychowywana przez matkę, fanatycznie wręcz oddaną idei Ładu. Wychowanie przez matkę sprawiło, że Nicci stała się praktycznie obojętna na to co się z nią dzieje. W wieku kilkunastu lat została zabrana przez Siostry Światła by stać się jedną z nich. Od tego czasu nie widziała swojego ojca, aż do jego pogrzebu. Chroniona przez czar Pałacu nadal wyglądała na nastolatkę, gdy przybyła na pogrzeb swojej matki. Od tego czasu zawsze nosiła czarną suknię. Potem stała się Siostrą Mroku. Odkąd ujrzała Richarda była nim zafascynowana co chroniło ją przed mocą Nawiedzającego Sny. W szóstej części wyrusza by pojmać Richarda i zawieść go do serca Imperialnego Ładu. Przez cały czas stara się zrozumieć, co takiego niezwykłego jest w Richardzie. Gdy to odkrywa, uwalnia go i staje się jego przyjaciółką.

#### Warren
Czarodziej, u którego objawił się dar prorokowania. Bliski przyjaciel Richarda oraz Verny, a potem również Pierwszego Czarodzieja Zedda oraz Matki Spowiedniczki Kahlan. Jest jedynym w pełni wykształconym czarodziejem ze Starego Świata walczącym po stronie Nowego Świata. W czasie zimowej przerwy w walkach z Imperialnym Ładem, w obozie wojsk D’Hary pojął za żonę Vernę. Zginął dźgnięty nożem przez asasyna wysłanego przez Jaganga.

#### Verna Sauventreen
Siostra Światła, po upozorowanej śmierci Ann, Kseni. Została wysłana do Nowego Świata po Richarda. Na początku była jego wrogiem, lecz później próbując zdjąć mu obrożę, stała się jego lojalną przyjaciółką. Została Ksenią, w najtrudniejszym okresie dla Pałacu Proroków, w którym już wiele było Sióstr Mroku. Poprowadziła Siostry Światła do Nowego Świata, kiedy Imperator Jagang wkraczał do Pałacu. Dzięki książeczce podróżnej miała stały kontakt z Ann. Dołączyła „swoje” Siostry do jednej z armii D’Hary, która stacjonowała przy granicy ze Starym Światem. Została żoną Warrena.

### Midlandczycy

#### Tobias Brogan
Przywódca Bractwa Czystej Krwi. Pochodzi z Nikobarezji, kraju, w którym ludzi z darem magicznym uważa się za sługi Opiekuna. Został wychowany w tym duchu. Nawiedzający Sny nawiedzał go w snach jako Stwórca. Jego siostra Lunetta miała dar magiczny, co było według Bractwa hańbą dla rodziny i wytworem Opiekuna. Porywa, na polecenie Nawiedzającego Sny, Kahlan, którą uważa za czarownicę zniewalającą ludzi i zabiera do Pałacu Proroków. Tam też dowiaduje się, że posiada magiczny dar. Zaczyna bluźnić przeciw Stwórcy i niedługo potem ginie.

#### Chandalen
Łowca z plemienia Błotnych Ludzi, później członek rady plemiennej. Na początku był wrogiem Kahlan i Richarda. Z nakazu Człowieka Ptaka towarzyszył Kahlan podczas wyprawy do Aydindril i stał się jej przyjacielem. Walczył u jej boku podczas starcia z Imperialnym Ładem. Podarował Kahlan nóż z kości swojego dziadka. Był znakomitym łucznikiem.

#### Człowiek Ptak
Duchowy przywódca Błotnych Ludzi. Przewodniczy radzie starszych oraz Radzie Widzących. Potrafi sprowadzać ptaki przy pomocy specjalnego gwizdka. Wielokrotnie pomagał Richardowi i Kahlan. Udzielił im również ślubu.

#### Shota
Wiedźma zamieszkująca kotlinę Agaden. Mało kto wyszedł z kotliny żywy. W I tomie Pierwsze Prawo Magii Shota porywa Kahlan, zmuszając przy tym Richarda, by przyszedł do Kotliny. Kahlan najbardziej bała się węży więc nimi została opleciona przez wiedźmę. Nie mogła się poruszyć ponieważ by ją ukąsiły. Shota stworzyła postać Zedda, który ją atakował. Richard nie wiedział, iż Zedd jest nieprawdziwy, więc obronił Shotę. Wiedźma była wdzięczna, że chciał ją obronić, więc powiedziała, że może mieć jedno życzenie. Albo ratować Kahlan (która miała go zdradzić) lub dowiedzieć się, gdzie są szkatuły. Richard wybrał ratowanie Kahlan. Wiedźma i tak powiedziała, gdzie znajdują się szkatuły. Shota widziała w swojej wizji, że Richard ma się ożenić z kimś innym. Chciała by to był ktoś mu bliski więc nasłała na Richarda, Nadine, jego dawną przyjaciółkę z Westlandu. Pod koniec IV tomu, Shota przychodzi na ślub Kahlan i Richarda i daje im w podarunku naszyjnik, który na chronić Kahlan przed zajściem w ciążę. Wynikało to z lęku Shoty, że gdyby Kahlan zaszła w ciążę, urodziłaby Spowiednika.

### Stworzenia

#### Gratch
Samiec chimery krótkoogoniastej z Dziczy. Jego matka została zabita przez Richarda Rahla, który potem zaopiekował się i wychował Gratcha. Dzięki temu powstała między nimi więź pozwalająca się komunikować ze sobą mimo iż chimery nie umieją mówić. Jako zaprzyjaźniony z czarodziejem wojny stał się przywódcą chimer.

#### Scarlet
Smoczyca. W I tomie Pierwsze Prawo Magii Rahl Posępny ukradł jajo Scarlet i zmusił ją by mu służyła. Gdy Richard zabił Dennę i wydostał się z Pałacu Ludów, poszedł do Scarlet i zaproponował jej umowę. On znajdzie i przyniesie jej jajo, a ona zaniesie go do jego przyjaciół. Jaja pilnowało stado Chimer. Żaden z przyjaciół Richarda go nie poznał ponieważ Rahl Posępny rzucił na niego czar przez który jego przyjaciele widzą w nim Rahla Posępnego, a wrogowie i zdrajcy widzą w nim Richarda. Gdy Zedd, Kahlan i Chase go nie poznają Richard zamierza polecieć do Michaela. Gdy wchodzi do namiotu okazuje się, iż Michael go poznał. Richard wtedy domyślił się, że to Michael, jego własny brat zdradził go. Oddał w łapy Mord-Sith i dał trzecią szkatułę Rahlowi Posępnemu. Scarlet zawiozła Richarda w II tomie do Pałacu Ludów, gdzie duch Rahla Posępnnego i Siostra Mroku mieli rozedrzeć zasłonę Zaświatów.

## Miejsca

### Pałac Ludu
Pałac-Miasto, stolica D’Hary wzniesiona na płaskowyżu Azrith, siedziba rodu Rahlów. Cały Pałac Ludu stanowi wielki krąg czarodzieja w którym nikt poza Lordem Rahlem nie jest zdolny używać magii. Został wzniesiony tak aby chronić Lorda Rahla zarówno przed magią (ponieważ został zbudowany na planie starożytnego zaklęcia), jak i mieczem. Otoczony z trzech stron przez głębokie szczeliny stanowi świetną pozycję obronną. W jego centrum znajduje się kryty ogród. Stanowi siedzibę wojsk D’Hary, dom dla wielu wyższych urzędników i sług Rodu Rahlów, oraz centrum handlu.

### Pałac Proroków
Budowla powstała zaraz po wojnie 3 tysiące lat przed akcją książki. Znajduje się na wyspie w delcie i jest otoczony miastem Tanimura. Został stworzony jako schronienie dla Sióstr Światła i ich uczniów. Otacza je specjalne zaklęcie, które opóźniało starzenie się osób przebywających w pałacu. Pałac został zniszczony przez Richarda, gdy do miasta wkraczały wojska Imperatora.

### Wieża Czarodzieja
Wielka wieża położona na wzgórzu w Aydindril, była największą siedzibą czarodziejów w Nowym Świecie. Znajdowały się tam najpotężniejsze przedmioty i księgi. Miała mnóstwo bibliotek w tym katakumby (jedna z głównych składnic). W wieży były niewyobrażalnie potężne zaklęcia, głównie ochronne (np. bariery nie do przebycia) tak z magii addytywnej, jak i subtraktywnej.

### Pałac Spowiedniczek
Wielka budowla z białego marmuru wzniesiona w centrum Aydindril będąca siedzibą Spowiedniczek, gotowa ugościć je w każdej chwili. Tutaj też są wychowywane kolejne pokolenia Spowiedniczek. Jest prawdziwym pałacem z niezliczonymi pokojami, salą audiencyjną, salą narad, kuchnią, salą balową itd.

## Magiczni Ludzie i Istoty

### Istoty z Zaświatów

#### Demony
Pozbawione duszy istoty z zaświatów, których obecność w świecie dezaktywuje magię addytywną. Kryją się w trzech żywiołach: ognia, wody i wiatru. Uwielbiają zabijać ludzi przez najrozmaitsze wizje. Zostały zmuszone do służby przez jednego czarodzieja z czasów wielkiej wojny. Uwolnił je i odesłał Richard Rahl

#### Screelingi
Są to istoty z Zaświatów nazywane asasynami Opiekuna. Pojawiają się, gdy zasłona między światem żywych a Zaświatami zostanie naderwana. Są odporne na magię addytywną, która nie szkodzi im w najmniejszym stopniu, tak samo ogień czy strzały. Mogą im zaszkodzić tylko takie uszkodzenia mechaniczne jak zamrożenie czy posiekanie oraz magia subtraktywna. Są niezwykle szybie i mają bardzo ostre pazury. Mogą nimi rozciąć marmur. Atakują wszystko co przed nimi ucieka, lub stoi w miejscu. Najlepszą obroną jest więc spokojny marsz, który może je zdezorientować.

#### Skrin
Strażnik granicy między Zaświatami a światem żywych. W świecie zmarłych występuje jako siła, która dopiero wśród żywych przyjmuje materialną postać. Jak wszystkie istoty z zaświatów jest odporny na magię addytywną. Pojawia się w Kamieniu Łez i Świątyni Wichrów jako strażnik owej świątyni.

### Magiczni Ludzie

#### Filary Świata (Dziury w świecie)
Osoby całkowicie pozbawione daru i odporne na magię. Osoby z darem nie mogą ich zobaczyć darem, a jedynie oczami. Były to osoby zrodzone z rodu Rahlów, w których nie było nawet małej ilości magii. Nikt nie mógł zobaczyć ich w przepowiedniach albo w proroctwach. Ich specjalne zdolności sprawiają, że są oni niezmiernie niebezpieczni dla czarodziejów, dlatego wszyscy pozbawieni daru potomkowie Lorda Rahla byli zabijani w dzieciństwie.

#### Mord-Sith
Kobiety-niewolnice, które zostały obdarzone rzadką i przerażającą magią płynącą z więzi między D’Harańczykami a Lordem Rahlem. Są „wytresowane” przez Lorda Rahla. Mord-Sith należą do bardzo groźnych przeciwniczek. Ich bronią jest magia przeciwnika, potrafią wykorzystać ją przeciwko jemu samemu. Oprócz tego są wyposażone w krótki, gruby, skórzany bicz, który nosi nazwę Agiel. Jest to bardzo specyficzna broń. Zadaje ona ból każdemu kto jej dotknie, nawet samym Mord-Sith. Jednak zostały one nauczone ignorować go, zwalczać w sobie. Jeżeli Mord-Sith dopadnie swojego przeciwnika i uda się jej wziąć go siłą do niewoli dzieją się straszliwe rzeczy. Niewolnik jest tresowany w ten sposób aby stać się posłuszny rozkazom Mord-Sith. Działa to podobnie do mocy Spowiedniczki, z tą różnicą, że magia Spowiedniczki opiera się na miłości, a Mord-Sith tworzą tę więź cierpieniem i strachem. Na Mord-Sith wybiera się te najłagodniejsze, o najlepszym sercu, kiedy są jeszcze małymi dziewczynkami. Łamie się je trzy razy- najpierw torturując je, potem znęcając się do śmierci na ich oczach nad ich matką, a potem każąc zamęczyć na śmierć własnego ojca. Tresura Mord-Sith trwa całe lata – uczy się umiejętności opanowania bólu.

#### Mriswithy
Istoty podobne do ludzi, lecz pokryte łuską jak jaszczurki. Są to czarodzieje z czasów Wielkiej Wojny, którzy poświęcili swój dar dla niewidzialności, jaką dawał im specjalny płaszcz oraz niebywałej zwinności. Żaden człowiek nie był zdolny dorównać im kroku w walce. Wyjątek stanowił Richard Rahl, który tańcząc z duchami poprzednich Poszukiwaczy Prawdy zabijał ich bez problemu. Byli także niewykrywalni dla ludzi o darze pojedynczej magii, co sprawiało, że mogli zabijać nawet czarodziejów całkowicie niezauważeni. Ich struktura przypomina strukturę mrowiska, z wielką, przypominającą smoka królową na czele. Do walki z nimi zostały stworzone chimery. Mriswithy zostały wytępione przez chimery w trzecim tomie Miecza Prawdy podczas ataku na Aydindril.

#### Nawiedzający Sny
Ludzie-broń stworzeni w czasie Wielkiej Wojny przez czarodziejów ze Starego Świata. Ich dar pozwala nawiedzać umysły śpiących, szczególnie magów, a rozwinięty wnikać do umysłów praktycznie zawsze i w przerwie między myślami np. zadawać ból, oraz kontrolować ciało ofiary. Do obrony przed Nawiedzającymi Sny, Alric Rahl stworzył magiczną więź łączącą go z ludem D’Hary i chroniącym wszystkich z jego rodu, oraz wiernych mu (a potem jego następcom) ludzi przed zdolnością Nawiedzającego Sny. Jako Lord Rahl ten magiczny twór posiada także Richard Rahl.

#### Spowiedniczki
Potomkinie pierwszej kobiety, której czarodzieje dali magiczną moc. Na magię Spowiedniczek składają się dwie moce: normalne zdolności spowiedzi, oraz Krwawy Gniew. Ta pierwsza zdolność polega na tym, że pod dotykiem Spowiedniczki człowiek zakochuje się w niej do szaleństwa i wykona każdy jej rozkaz. Jednak użycie tej magii jest jednorazowe na jakiś czas. Długość czasu regeneracji zależy od mocy Spowiedniczki. Najpotężniejsze z nich – Matki Spowiedniczki – potrafią regenerować siły w ciągu kilku godzin. Krwawy Gniew jest dużo potężniejszą i dużo rzadszą zdolnością Spowiedniczek. Wypływa ona z troski o kogoś innego i może być użyta tylko do celu obrony tej osoby. W skład Krwawego Gniewu wchodzi nielimitowana podstawowa zdolność Spowiedniczek jednak działająca na dystans oraz dużo potężniejsza- błyskawice magii subtraktywnej. Moc Spowiedniczek jest dziedziczna i każdy potomek Spowiedniczki się z nią rodzi. Najpotężniejszy dar tego typu mają męscy potomkowie, jednak są oni zabijani zaraz po urodzeniu, gdyż wieki wcześniej Spowiednicy, których moc odradza się zaledwie po kilku minutach, rządzili całym Nowym Światem zniewalając każdą kobietę, która im się spodobała, a ich władza była władzą tyrańską.

#### Sylfa
Magiczna istota o wodnistej konsystencji, która pozwala czarodziejom posiadającym podwójny dar podróżować na duże odległości. Jako człowiek była prostytutką z której usług korzystali najpotężniejsi czarodzieje Nowego Świata. Nigdy nie wydawała swoich klientów co rozzłościło jednego z czarodziejów i została zamieniona w sylfę. Przez to, zachowuje się jak prostytutka pozwalając z siebie korzystać każdemu, kto posiada oba rodzaje magii. Nigdy też nie wydaje osób, które z niej korzystają. Wszelkie magiczne przedmioty w nią włożone mogą spowodować śmierć podróżującego nią. Sylfa mieszka w studni i tylko czarodziej wojny może ją budzić i posyłać do głębokiego snu.

#### Slide
Czarodziej który posiada moc wysysania dusz i wykorzystywania ich jako wzmocnienie swojej magicznej mocy. Zostali stworzeni podczas Wielkiej Wojny, ale nie przetrwali do wydarzeń opisanych w książce z powodu bezpłodności. Jednak w ósmej części książki Siostry Mroku przeobrażają Nicholasa w Slide’a.

### Inne

#### Chimery
Istoty stworzone przez Alrica Rahla w czasie Wielkiej Wojny do walki z Mriswithami. Przez 3000 lat zdziczały i zaczęły polować także na ludzi. Richard przywrócił im ich starą funkcję, kiedy to wybiły wszystkich swoich odwiecznych wrogów broniąc Aydindril. Wśród nich najwyższy szacunek zdobywały te chimery, które przyjaźniły się z czarodziejami. Chimery dzieli się na długoogoniaste- niższe i głupsze, oraz krótkoogoniaste- większe i mądrzejsze. Żyją w symbiozie z muchami gończymi. Chimery zapewniają muchom świeżą krew, a muchy odnajdują i wypłaszają ofiary dla chimer.

#### Smoki
Potężne i niezależne istoty. Nie poddają się niczyjej władzy i wolą zginąć niż służyć komuś. Potrafią latać dzięki magii, oraz ziać ogniem. Posiadają zdolność mowy. Są prawdopodobnie najpotężniejszymi istotami świata. Niewiele osób przeżyło spotkanie z nimi, a jeszcze mniej mogło na nich latać. Tylko Richard Rahl zaprzyjaźnił się ze smokiem i mógł z tego powodu być przez niego noszonym.

#### Shadriny
Istoty zamieszkujące ciemne i suche jaskinie. Polują głównie w nocy na różnego rodzaju zwierza.

#### Nocne ogniki
(Night Whisps) magiczne istoty wyglądem przypominają płomyka, emitują słabe niebieskie światło, widoczne nocą

## Magiczne Przedmioty

### Agiel
Oręż Mord-Sith z wyglądu przypominający bicz. Dzięki magii rodu Rahlów zadawał on niewyobrażalny ból. Richard był poddawany tresurom właśnie tym narzędziem. Bezpośredni cios w serce, zatrzymywał jego akcję co skutkowało śmiercią. Również kontakt agiela z głową mógł mieć fatalne skutki np. paraliż, a nawet śmierć.

### Dakra
Oręż Sióstr Światła i Mroku. Tylko Siostra może wyjąć dakrę z ciała, a gdy jakaś siostra wbije dakrę w kogoś i uwolni moc ofiara umiera, a jeśli posiadała dar, jej moc przechodzi na dzierżącego dakrę. Stało się tak z Verną Sauventreen, kiedy w drugim tomie wraz z dwoma siostrami namawiają Richarda by poszedł z nimi do pałacu proroków.

### Księga Opisania Mroków
Księga zawierająca zapiski, które pomagają otworzyć szkatuły Ordena. Gdy Richard był w Westlandzie ojciec dał mu księgę i kazał nauczyć się jej na pamięć. Gdy byli pewni, że zna ją co do słowa, spalili ją. W dawnych czasach, czarodzieje z Wieży Czarodzieja potajemnie sporządzili pięć jej kopii, z których tylko jedna nie zawiera błędów. W rzeczywistości księga ta była podstępem stworzonym przez czarodziejów z czasów wielkiej wojny. Do otwarcia Szkatuł Ordena tak naprawdę miał służyć Miecz prawdy.

### Miecz prawdy
Magiczna broń Poszukiwaczy Prawdy. Gdy Poszukiwacz jest pewny czyjejś winy przetnie wszystko, za to, gdy ma wątpliwości nie draśnie nawet celu. Za zabicie nim płaci się bólem, przed którym może uchronić tylko gniew. Drugą stroną magii miecza, jest ta oparta na miłości. Można wtedy Mieczem Prawdy, którego ostrze zbieleje zabić kogoś, kogo się zrozumiało i pokochało, jednak wtedy płaci się wyższą cenę cierpienia niż po zabiciu z gniewu. Pozwala jednak obronić się przez magią Mord-Sith.

### Qullion
Magiczny przedmiot, w kształcie figurki, dzięki któremu można odebrać komuś moc magiczną i wziąć ją dla siebie lub innej osoby. Obdarcie kogoś ze skóry, w czasie którego ulatuje dar, ułatwia to zadanie. Siostry Mroku używały Quliona by odbierać moce swoim uczniom.

### Rada’Han
Obroża na szyję która hamuje i pozwala kontrolować moc magiczną. Siostry Światła zakładają Rada’Han swoim uczniom. Zdejmują ją dopiero po ukończeniu szkolenia. Niektórzy czarodzieje, tacy jak Zeddicus, są w stanie sami sobie zdjąć Rada’Han. Osoba z Rada’han nie może używać mocy magicznych

### Szkatuły Ordena
Istnieją trzy. Jedna z nich zabija osobę, która przywłaszczy moc Ordena dla siebie, druga zabija wszystkich innych, a trzecia daje moc Ordena – magię życia i śmierci. W I tomie cyklu, Rahl Posępny otwiera szkatułę o dwóch cieniach, tą, która ma go zabić. Z niej wypada też Kamień Łez.

### Peleryna Mriswitha
Magiczna peleryna z czasów wielkiej wojny pozwalająca na wtapianie się w tło.

## Magia
Magią mogą posługiwać się osoby posiadające dar lub jedynie powołanie, jednak osoby z darem są dużo potężniejsze od tych z wyuczonymi zdolnościami. Dar potrafi przyjąć wiele form jak np. dar Spowiedniczki czy Nawiedzającego sny, jak również tradycyjny dar czarodzieja czy czarnoksiężnika. Magię dzieli się na dwa rodzaje:
- Addytywna – magia Stwórcy, zdolna jedynie tworzyć. Jej dar posiada większość czarodziejów.
- Subtraktywna – magia Opiekuna zaświatów, zdolna jedynie niszczyć. Ten dar posiadają nieliczni, głównie słudzy Opiekuna oraz czarodzieje wojny.

### Prawa Magii
Prawa Magii to zbiór najważniejszych zasad, którymi powinni się kierować czarodzieje. Są bardzo ogólne i niejasne w przekazie, więc mogą dotyczyć także osób niemagicznych. Służą czarodziejom zarówno jako „broń” (np. Pierwsze Prawo Magii) lub „tarcza” przed słabościami ludzkimi (np. Drugie i Trzecie Prawo Magii).
1. Ludzie są głupi, uwierzą w kłamstwo, albo dlatego, że chcą, by to była prawda, albo też dlatego, że boją się, iż to może być prawda.
2. Najlepsze intencje mogą spowodować największe szkody.
3. Uczucia rządzą rozumem.
4. W szczerym przebaczeniu tkwi magia, w czwartym prawie. Magia, która uzdrawia. W przebaczeniu, które dajesz, a zwłaszcza w tym, które uzyskujesz.
5. Zważaj na to, co ludzie czynią, a nie tylko na ich słowa, bo czyny zdradzą kłamstwo.
6. Możesz się podporządkować wyłącznie władzy rozumu.
7. Życie jest przyszłością, nie przeszłością.
8. Zasłuż na zwycięstwo.
9. W rzeczywistości nie może być antynomii.
10. Rozmyślne odwracanie się od prawdy jest zdradą wobec siebie.
11. „Najważniejsze ze wszystkich praw. Nikt go nie spisał. Nikt nie wymówił od zarania dziejów”
12. Możesz zniszczyć tych, co mówią prawdę, lecz prawdy nie zniszczysz – Prawo Magii z części Wróżebna machina.
13. Zawsze będą istnieć ci, co nienawidzą.
14. W tym świecie każdy musi umrzeć. Nikt nie ma wyboru. Decydujemy tylko o tym, jak chcemy żyć.